# Rebild-Fest
Rebild-Fest er en dansk ugerevy fra 1946 med dokumentariske optagelser fra 1946 af årets Rebildfest. 

## Handling
Rebildfesten 1946 med taler og nationalmelodier. Mere end 35.000 mennesker er samlet i Rebild Bakker. Kronprins Frederik deltager.

## Medvirkende
- Kronprins Frederik
- Henrik Kauffmann